# Bouère
Bouère è un comune francese di 1 047 abitanti situato nel dipartimento della Mayenne nella regione dei Paesi della Loira.

## Geografia fisica
Nel sud-est di Mayenne, è un vecchio paese de l'Anjou, situato fra Grez-en-Bouère e il Saint-Denis-d'Anjou. Città situata sulle carriere di marmo che partecipano nello sviluppo di Chiesa di Saint Pierre de Montmartre e la stazione del Gare San-Lazare a Parigi.

## Storia
L'abbé Angot, dans son Dictionnaire Historique de la Mayenne, rapporte que dans la moitié du Template:XVIIe siècle, à l'autre bout du département, la forêt de Bouère fut vendue à la marine et que "des bûcherons du Lyonnais vinrent s'établir dans les coupes pour exploiter sur place ce qui ne convenait pas aux constructions navales. Ils formaient une population à part, peu sympathique aux habitants du pays".

## Monumenti e luoghi d'interesse
- Chiesa romanzesca (XIe/XIIe ristabilito nel secolo di XIXe),
- Cimitero comunale (registrato con l'inventario supplementare delle costruzioni storiche),
- Volta 1871 di Votive,
- Castello del secolo e delle dipendenze di Bois-Jourdan 16ème/17ème,
- Castello del secolo di Vézousière 18ème,
- Castello del secolo di Rochers 19ème,
- Castello del secolo di Sevaudière 19ème,
- Castello del secolo di Daviers 19ème.

## Società

### Evoluzione demografica
Abitanti censiti

## Amministrazione
| Inizio | Estremità | Identità                        | Lista                |
| 1978   | 2008      | Claude BUCHER                   | Per vivere in Bouère |
| 1906   |           | CHEMIN                          |                      |
| 1896   |           | BEAUPLET                        |                      |
| 1880   | 1896      | FOUCHER                         |                      |
| 1870   | 1880      | BACHELIER                       |                      |
| 1855   | 1870      | SESBOUÉ                         |                      |
| 1850   |           | GODIVIER                        |                      |
| 1840   |           | SESBOUÉ                         |                      |
| 1836   |           | TONNELIER                       |                      |
| 1830   | 1836      | CHAMARET                        |                      |
| 1827   | 1830      | OGER                            |                      |
| 1821   | 1824      | Louis Joachim BOIS JOURDAN (du) |                      |
| 1801   | 1804      | TONNELIER                       |                      |
| 1800   |           | JAMIN                           |                      |
| 1791   | 1795      | René SESBOUÉ                    |                      |
| ------ | --------- | ------------------------------- | -------------------- |